# Furman (Alabama)
Furman, también conocido como Old Snow Hill, es una comunidad no incorporada en el condado de Wilcox, Alabama, Estados Unidos. En el lugar se encuentra el distrito histórico de Furman está incluido en el Registro Nacional de Lugares Históricos.

## Geografía
Furman se encuentra en las coordenadas geográficas 32°00′25″N 86°58′01″O / 32.00681, -86.96692, a una elevación de 292 pies (89 m) sobre el nivel del mar.

## Galería

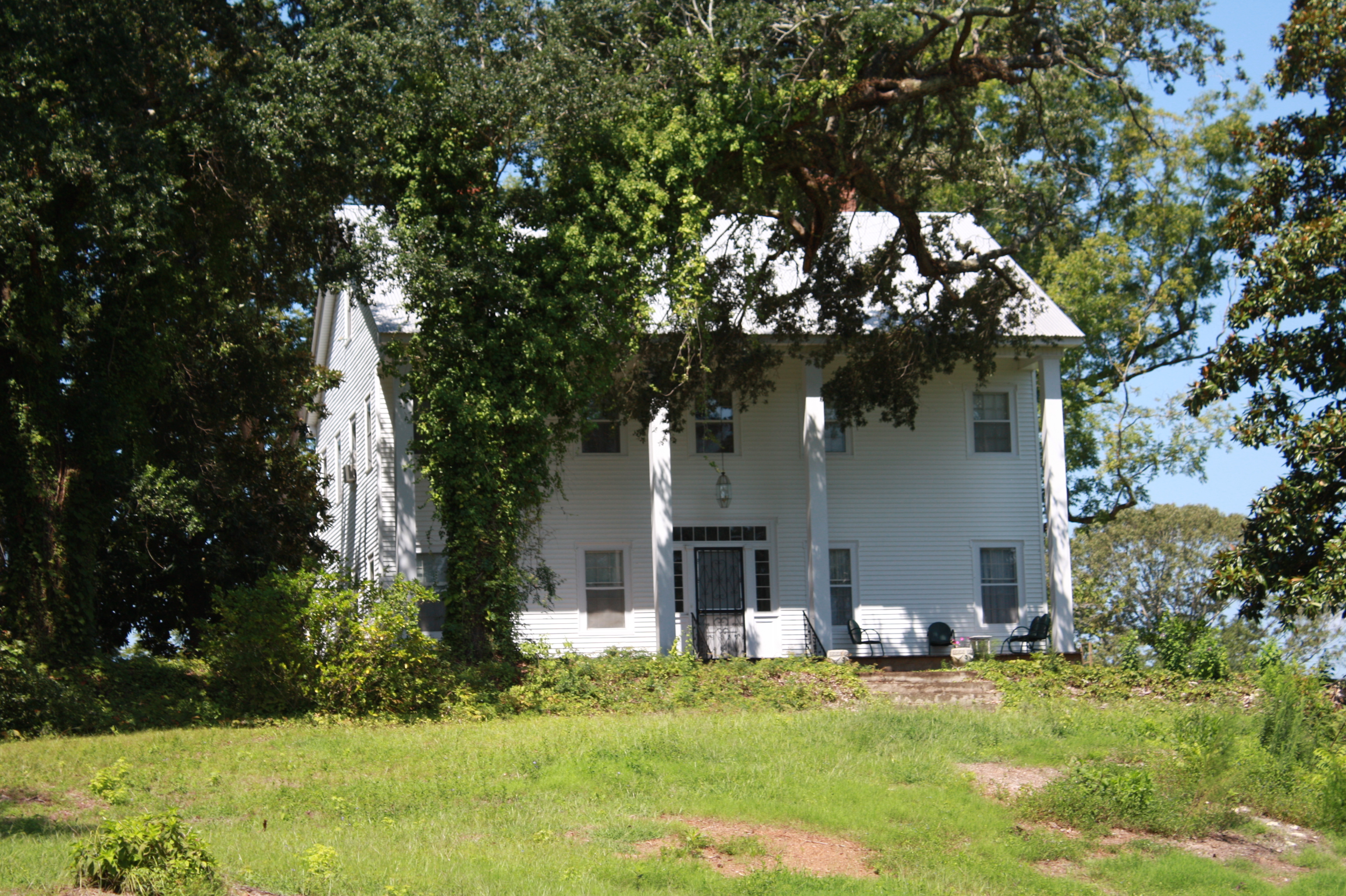
Plantación Patience, completada c. 1842.
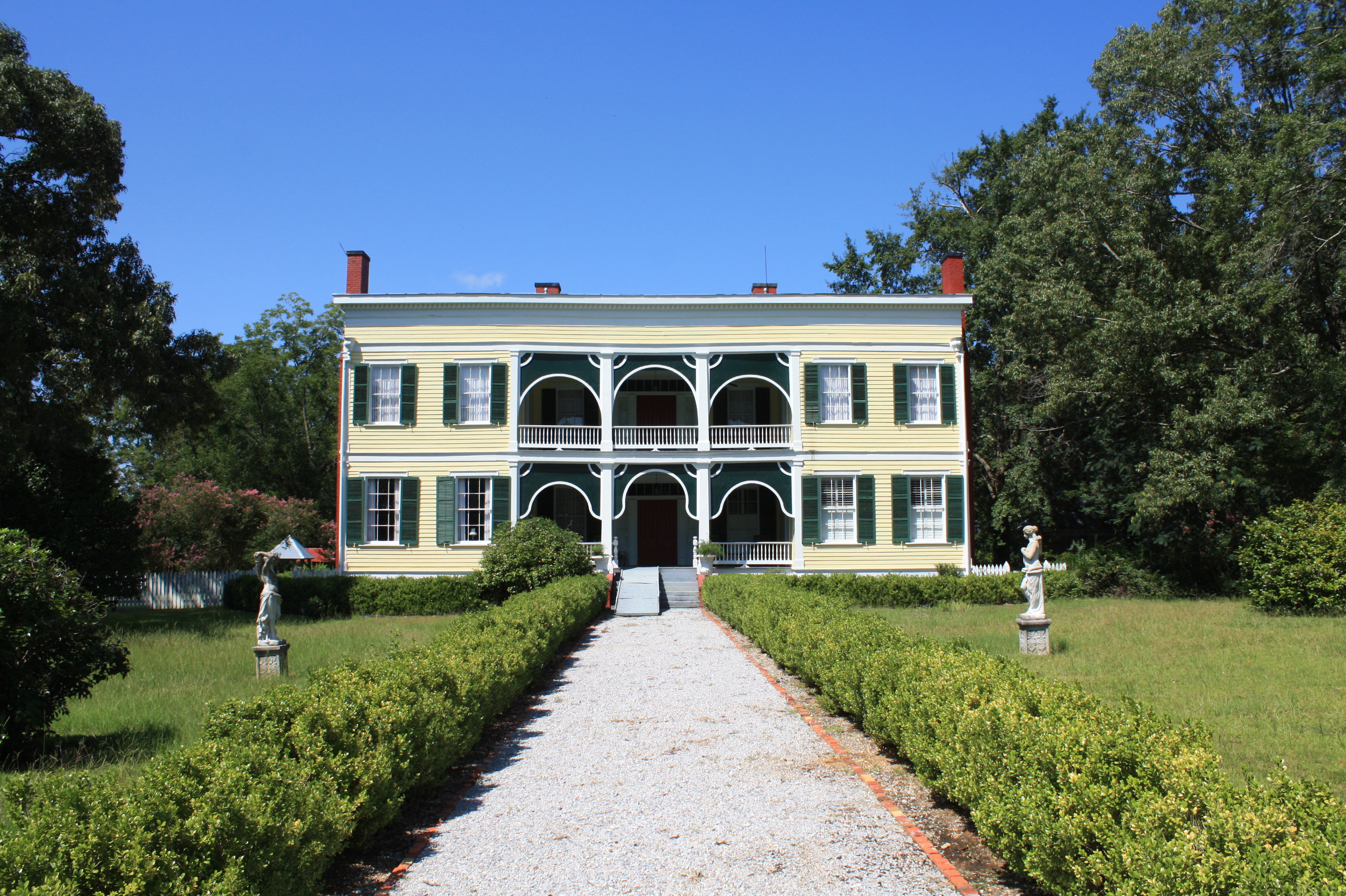
Plantación Wakefield.
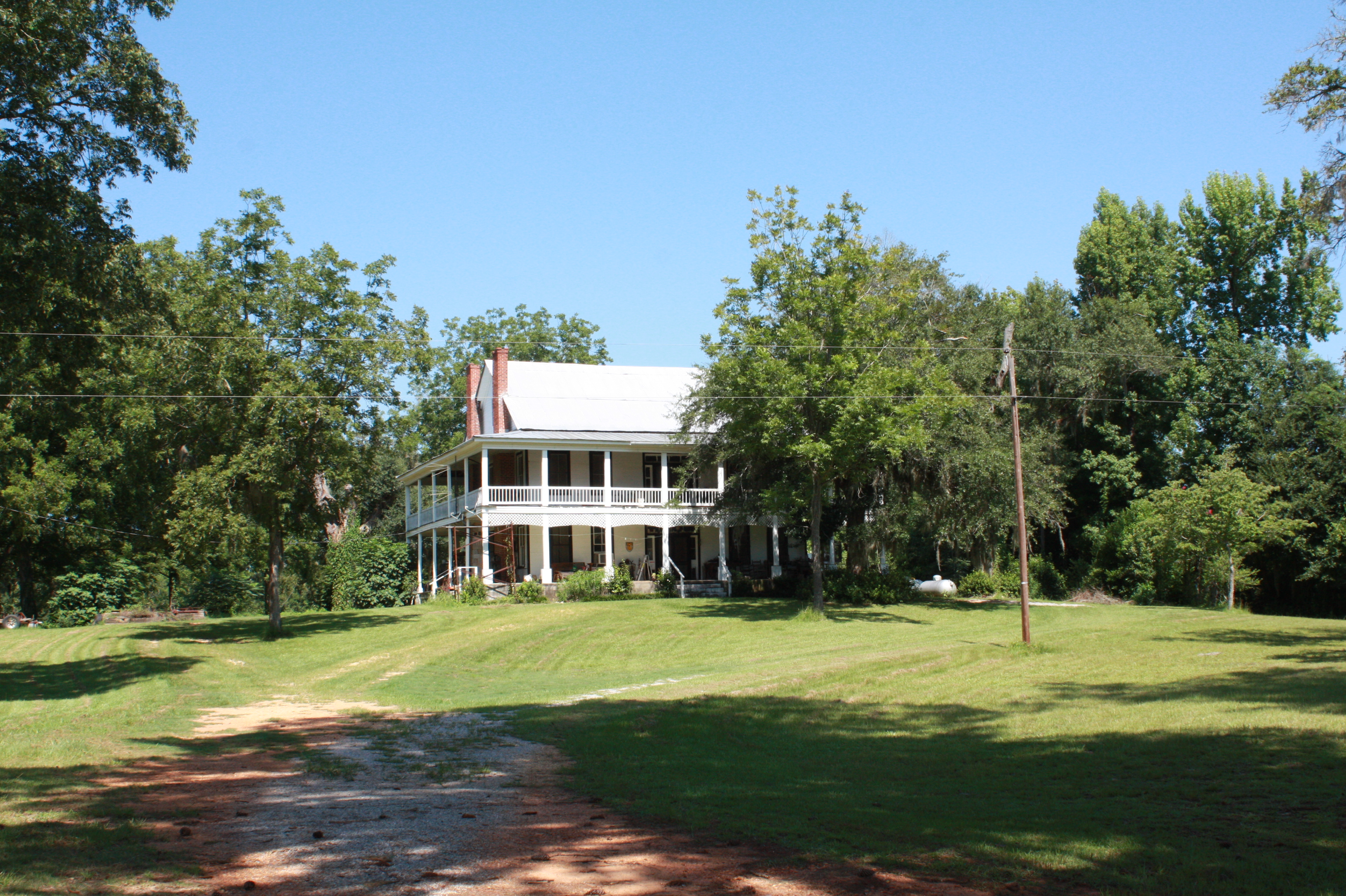
Casa Perdue-Williams Estes, completada c. 1895.